# Cease Fire (Star Trek)
Cease Fire is de vijftiende aflevering van het tweede seizoen van de Amerikaanse sciencefictiontelevisieserie Star Trek: Enterprise. Het is de 39e aflevering van de serie, voor het eerst uitgezonden in 2003.

## Verhaal
De Vulcans en de Andorianen claimen beiden dat een maan, genaamd Paan Mokar (door de Vulcans) of Weytahn (door de Andorianen), binnen hun territorium valt. Thy'lek Shran, een Andoriaan uit de Andoriaanse Keizerlijke Garde, valt het gebied aan. De Vulcans kunnen de maan gedeeltelijk heroveren, maar een wapenstilstand moet tot stand komen om een eind aan de situatie te maken.
Kapitein Jonathan Archer wordt er met de USS Enterprise NX-01 op afgestuurd om te bemiddelen tussen de partijen om tot een overeenkomst te komen. Het wederzijdse wantrouwen maakt de zaak echter niet gemakkelijk. Als Archer naar de maan afreist met de Vulcaanse ambassadeur Soval, worden ze zelfs uit de lucht geschoten doordat een aantal Andoriaanse soldaten muiten en Soval willen doden. Voordat de situatie verder uit de hand loopt, kan de spanning worden opgelost. Archer keert met zowel Shran als Soval terug naar de Enterprise zij kunnen daar, hoewel beide partijen nog ontevreden zijn, de oorlogshandelingen voorlopig stoppen.

## Achtergrondinformatie
- Dit is de derde aflevering van in totaal zeven, waarin het conflict tussen Vulcan en Andoria centraal staat.

## Acteurs

### Hoofdrollen
- Scott Bakula als kapitein Jonathan Archer
- John Billingsley als dokter Phlox
- Jolene Blalock als overste T'Pol
- Dominic Keating als luitenant Malcolm Reed
- Anthony Montgomery als vaandrig Travis Mayweather
- Linda Park als vaandrig Hoshi Sato
- Connor Trinneer als overste Charles "Trip" Tucker III

### Gastrollen
- Jeffrey Combs als Shran
- Gary Graham als Soval
- Vaughn Armstrong als Maxwell Forrest
- Christopher Shea als Telev
- Suzie Plakson als Tarah

### Bijrollen

#### Bijrollen met vermelding in de aftiteling
- John Balma als Muroc
- Zane Cassidy als Andoriaanse soldaat

#### Bijrollen zonder vermelding in de aftiteling
- Evan English als bemanningslid Tanner
- Douglas Lyons als Vulcan
- Marnie Martin als bemanningslid van de Enterprise
- Jessica Vash als bemanningslid van de Enterprise
- David Venafro als Andoriaanse soldaat
- Unknown actor als Andoriaanse soldaat